# Shirlie Kemp

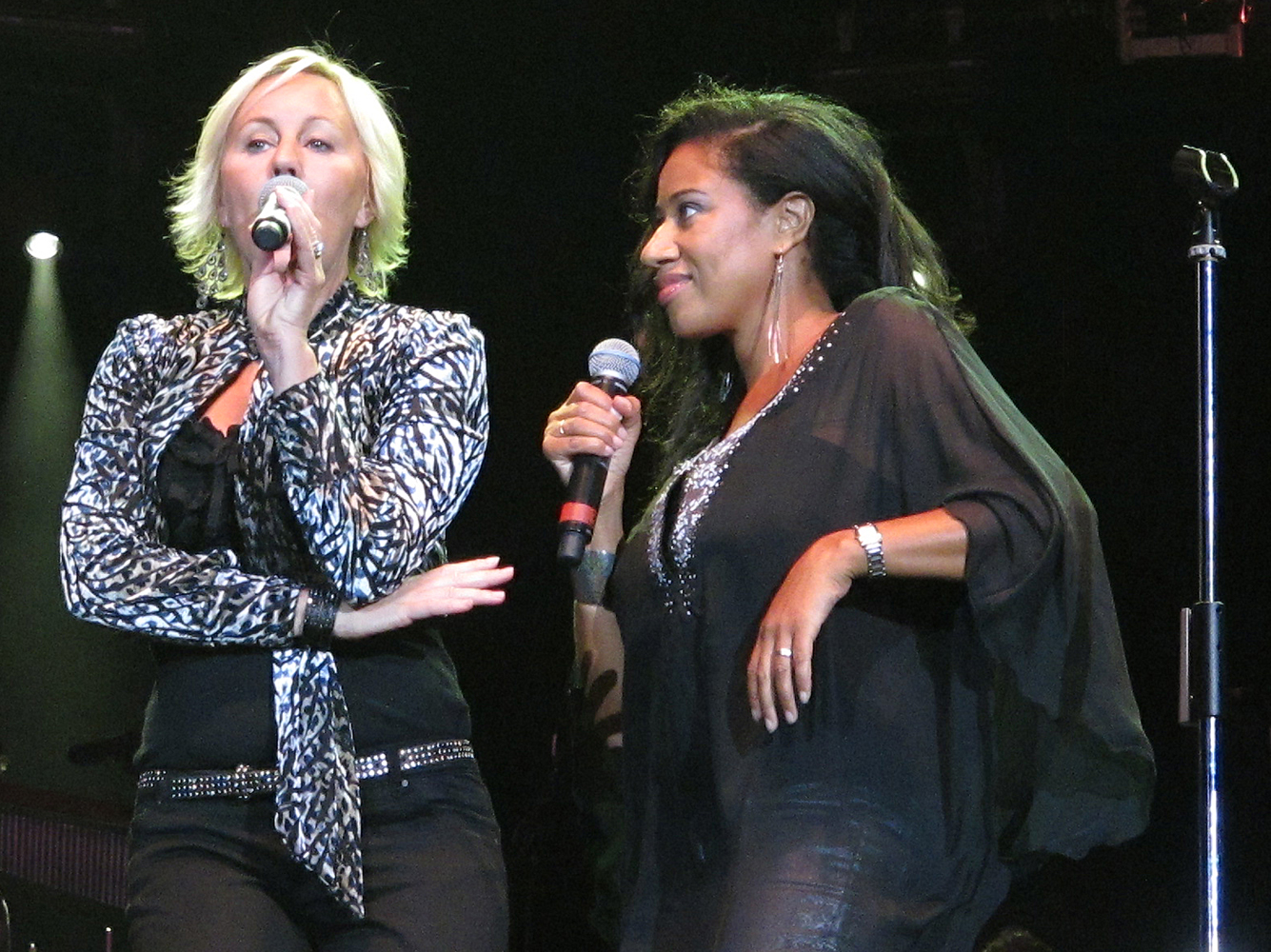
Shirlie Holliman (links) mit Helen DeMacque (2011)

Shirlie Kemp (* 18. April 1962 in Bushey, England), bekannt auch unter ihrem früheren Namen Shirlie Holliman, ist eine britische Pop-Sängerin, die besonders in den 1980er Jahren durch ihre Tätigkeit als Background-Sängerin des Pop-Duos Wham! sowie als Teil des Gesangs-Duos Pepsi & Shirlie bekannt wurde.

## Leben
Kemp wuchs als eins von fünf Geschwistern auf und kam als Teenager durch ihren damaligen Partner Andrew Ridgeley als Tänzerin und Background-Sängerin zu Wham!. Nach der Auflösung von Wham! im Jahr 1986 gründete sie mit Helen „Pepsi“ DeMacque, ebenfalls ehemalige Background-Sängerin bei Wham!, das Duo Pepsi & Shirlie. Sie hatten mit Heartache sowie Goodbye Stranger zwei Top-Ten-Hits in Großbritannien. 1989 trennte sich das Duo und tritt seitdem nur noch sporadisch auf. Kemp ist seither als Schauspielerin und Fotografin tätig.
Shirlie Kemp ist seit 1988 mit Martin Kemp, dem Bassisten der Band Spandau Ballet verheiratet. Sie haben zwei Kinder, die 1989 und 1993 geboren wurden. 2019 nahmen sie gemeinsam als Martin & Shirlie das Album In the Swing of It auf. Es erschien im November und erreichte Platz 12 in den britischen Charts. Im Januar 2023 nahmen die beiden als Cat & Mouse an der vierten Staffel der britischen Version von The Masked Singer teil, in der sie den zehnten Platz erreichten.

## Trivia
Holliman übernahm in mehreren Videos von Wham! Statistenrollen, so bei Club Tropicana und Last Christmas. Sie und ihre Tochter spielten Nebenrollen im Video Mama der Spice Girls. Der Pate von Hollimans Kindern war der 2016 verstorbene Wham-Sänger George Michael; laut einem Nachruf ihres Sohnes auf Twitter machte Michael einst Holliman und Kemp miteinander bekannt.